# Un printemps de glace
Pour plus de détails, voir Fiche technique et Distribution.
Un printemps de glace (An Early Frost, littéralement « Une gelée précoce ») est un téléfilm américain réalisé par John Erman, diffusé 1985. Il s'agit de l'un des premiers téléfilms sur le SIDA, maladie découverte quatre ans auparavant aux États-Unis.
Il est également, à cette époque, une campagne d'informations sur le SIDA et notamment sur les moyens de transmission. En effet, beaucoup de malades étaient discriminés car certaines personnes pensaient encore que la maladie se transmettait par simple contact physique.

## Synopsis
Michael Pierson (Aidan Quinn) est un jeune avocat homosexuel. Quand il apprend qu'il a le SIDA, il va devoir faire face à la réaction de son petit ami Peter (D. W. Moffett), mais surtout de ses parents à qui il n'avait jamais révélé son homosexualité. Alors que sa mère (Gena Rowlands) se montre compréhensive, sa sœur enceinte refuse de le voir par peur d'être contaminé et son père (Ben Gazzara) est tiraillé entre son amour pour son fils et son homophobie. Michael lui-même est en proie au doute : après voir vu son ami Victor (John Glover) mourir à l’hôpital, il se demande s'il a une chance de survivre et si le combat en vaut la peine.

## Fiche technique
Sauf indication contraire, les informations mentionnées dans cette section peuvent être confirmées par la base de données cinématographiques IMDb,  présente dans la section « Liens externes ».
- Titre original : An Early Frost
- Titre français et québécois : Un printemps de glace
- Réalisation : John Erman
- Scénario : Ron Cowen et Daniel Lipman, d'après l'histoire de Sherman Yellen
- Musique : John Kander
- Décors : James Hulsey
- Photographie : Woody Omens
- Montage : Jerrold L. Ludwig
- Production : Perry Lafferty

Coproduction : Art Seidel
- Société de production : NBC Productions
- Société de distribution : NBCUniversal Television Distribution
- Pays d'origine :  États-Unis
- Langue originale : anglais
- Format : couleur
- Genre : drame
- Durée : 95 minutes
- Dates de première diffusion :
  - États-Unis : 11 novembre 1985 sur NBC
  - Belgique : 1er février 1986 sur[Laquelle ?]
  - France : 4 mars 1986 sur Antenne 2

## Distribution
- Aidan Quinn : Michael Pierson
- Gena Rowlands (VF : Michèle Bardollet) : Katherine Pierson
- Ben Gazzara (VF : Jacques Deschamps (acteur)) : Nick Pierson
- Sylvia Sidney : Beatrice McKenna
- D. W. Moffett (VF : Pierre-François Pistorio) : Peter Hilton
- John Glover (VF : Jacques Ebner) : Victor Mitado
- Sydney Walsh (VF : Anne Rondeleux) : Susan Maracek
- Terry O'Quinn : Dr Redding
- Bill Paxton : Bob Maracek

 Source et légende : version française (VF) sur RS Doublage

## Production
Le film est tourné en  à Los Angeles.

## Accueil

### Diffusion
Le téléfilm est diffusé le 11 novembre 1985 sur la chaîne NBC, aux États-Unis.
En France, le téléfilm est diffusé le 4 mars 1986 dans Les Dossiers de l'écran sur Antenne 2. Il est rediffusé le 19 janvier 1995 sur M6.

### Critique
Tom Shales de The Washington Post souligne que c'est « le téléfilm le plus important de l'année » (« The most important TV movie of the year »).
Hubert Prolongeau de la Libération applaudit aux « (…) trois acteurs formidables. Aidan Quinn d'abord, en avocat malade. Et le couple vedette de Cassavettes : Ben Gazzara et Gena Rowlands, qui ont l'extrême élégance de ne pas en faire trop. Ce mariage intelligent et émouvant de la simplicité et du militantisme permet à Un printemps de glace d'étre aussi fort ».

## Autour du film
Perry Lafferty, productueur du film, estime avoir perdu 500 000 dollars de recettes publicitaires lors de la diffusion du film.